# Mohamed Zeghari
 (février 2015).
Si vous disposez d'ouvrages ou d'articles de référence ou si vous connaissez des sites web de qualité traitant du thème abordé ici, merci de compléter l'article en donnant les références utiles à sa vérifiabilité et en les liant à la section « Notes et références ».
Mohamed Zeghari, né en septembre 1902 à Fès et mort en février 1969 à Rabat, est un homme politique marocain.

## Biographie
Il a fait partie des signataires et dépositaires du Manifeste de l'indépendance auprès des autorités françaises de l'époque, en janvier 1944.
Il a été vice-président du Conseil sous le gouvernement Bekkay Ben M'barek Lahbil I — premier gouvernement marocain après l'indépendance — et ministre de la Défense nationale sous le gouvernement Bekkay Ben M'barek Lahbil II,,.
Il a également été le premier ambassadeur du Maroc en France après l'indépendance et également le premier gouverneur de la Banque d'État du Maroc.
Il a toujours prôné le dialogue entre les différentes cultures et a participé aux négociations pour l'indépendance du Maroc à Aix-les-Bains, en France.
Il est mort en février 1969 à Rabat et est enterré dans sa ville natale de Fès.